# Tabanus kakhyenensis
Tabanus kakhyenensis är en tvåvingeart som beskrevs av Senior-white 1922. Tabanus kakhyenensis ingår i släktet Tabanus och familjen bromsar. Inga underarter finns listade i Catalogue of Life.